# Paul van Buitenen
Paul van Buitenen, född 28 maj 1957 i Breda, Nederländerna, är en tidigare EU-tjänsteman och revisor från Nederländerna, som under ett bedrägerimål inom EU-kommissionen offentliggjorde flera missförhållanden. Han försökte 1998 intressera EU-kommissionen för dessa missförhållanden, men möttes av ointresse varpå han gick Europaparlamentet med sina uppgifter. Avslöjandena ledde till att Kommissionen Santer fick avgå våren 1999.
van Buitenen fick han en reprimand från Kommissionen, sin arbetsgivare, men var fortsatt anställd där till 2004. Han gav 1999 ut boken Kamp för Europa, som 2000 kom ut i svensk översättning.
van Buitenen invaldes i Europaparlamentet vid valet 2004 med sitt parti Europa Transparant och var parlamentsledamot till 2009.
2005 beslöt EU-parlamentarikerna Hans Peter Martin, Paul van Buitenen och Ashley Mote att samarbeta under namnet Platform for Transparency (PfT).